# Hirohiko Araki

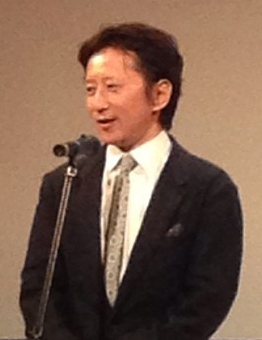
Hirohiko Araki 2013

Hirohiko Araki (jap. 荒木 飛呂彦, Araki Hirohiko; * 7. Juni 1960 in Sendai, Präfektur Miyagi, Japan) ist ein japanischer Mangaka.

## Biografie
1980 nahm Araki beim Shūeisha-Verlag am Nachwuchswettbewerb des Shōnen Jump, des auflagenstärksten Manga-Magazins, teil und gewann bei diesem mit der Kurzgeschichte Busō Poker den Tezuka-Preis. Ursprünglich wollte er sich beim Shōnen Sunday-Magazin bei Shōgakukan bewerben, war aber von der Größe des Verlagsgebäudes abgeschreckt. Daraufhin begann er seine Arbeit für das Shōnen Jump, in dem ihm von 1984 bis 1985 mit Baō Raihōsha ein Erfolg gelang. Die etwa 350 Seiten umfassende Science-Fiction-Serie wurde als Original Video Animation (OVA) umgesetzt. Baō Raihōsha handelt von einem jungen Mann, der in schwierigen Situationen dank eines Parasites, der ihm ins Gehirn eingepflanzt wurde, übermenschliche Kräfte entwickelt und dadurch fast unsterblich wird.
Seit 1987 arbeitet der Zeichner am Geschichtenzyklus Jojo no Kimyō na Bōken. Diese Reihe erschien bis 1999 im Shōnen Jump und umfasst fünf Teile mit insgesamt 63 Sammelbänden. Im Jahr 2000 wurde der sechste Teil des Zyklus als eigene Serie, Stone Ocean, gestartet, die in 17 Sammelbänden zusammengefasst wurde. Der siebte Teil, Steel Ball Run, erschien 2004 zunächst ebenso im Shōnen Jump, wechselte dann aber ins Schwestermagazin Ultra Jump, das sich an eine ältere Zielgruppe richtet. Die Serie endete am 19. April 2011 und umfasst 24 Sammelbände, dessen letzter am 3. Juni 2011 erscheinen sollte.
. Der Achte Teil, JoJolion, startete am 19. Mai 2011 und endete im Sommer 2021. Jojolion erschien ebenfalls im Ultra Jump, dessen Ausgabe ausverkauft wurde und nachgedruckt werden musste. Nachdem Ende des 8. Parts wurde der neunte Part mit dem Titel The Jojolands angekündigt.
Jojo no Kimyō na Bōken erzählt vom nie endenden Kampf zwischen der Familie Joestar und dem Gegner Dio Brando. Mit zahlreichen Anspielungen auf westliche Popmusik, mit ständig wechselnden Schauplätzen und mit fortschreitender Handlung auch Generationenwechsel wurde die Reihe in Japan sehr erfolgreich. Sie umfasst bisher über 15.000 Seiten, die auch in über 100 Sammelbänden erschienen sind, und wurde über 70 Millionen Mal verkauft. 2004 war sie für den Seiun-Preis nominiert.
Anlässlich der 2009 stattgefundenen Ausstellung Le Louvre invite la bande dessinée des Louvres zeichnete Araki den Manga Rohan au Louvre (岸辺露伴 ルーヴルへ行く) um die Figur Rohan Kishibe, ein Mangaka aus Jojo no Kimyō na Bōken. Der Manga erschien am 9. April 2010 in französischer Originalausgabe, später in drei Kapiteln im Ultra Jump und am 27. Mai 2011 als japanischer Sammelband.
Sein Werk wird ins Französische, Englische, Malaysische, Italienische, Thailändische, Chinesische, Koreanische und seit August 2021 auch ins Deutsche übersetzt.

## Werke
- Busō Poker (武装ポーカー, busō pōkā), 1980
- Mashōnen B.T. (魔少年ビーティー, mashōnen bītī), 1982–1983
- Baō Raihōsha (バオー来訪者), 1984–1985
- Gorgeous☆Irene (ゴージャス☆アイリン, gōjasu airin), 1985–1986
- Jojo no Kimyō na Bōken (ジョジョの奇妙な冒険), seit 1987
- Stone Ocean (ストーンオーシャン, sutōn ōshan), 2000–2003
- Steel Ball Run (スティール・ボール・ラン, sutīru bōru ran), 2004–2011
- Rohan au Louvre (岸辺露伴 ルーヴルへ行く), 2010
- JoJolion (ジョジョリオン, jojorion), 2011–2021
- Thus Spoke Rohan Kishibe (岸辺露伴は動かない Kishibe Rohan wa Ugokanai), seit 2013
- Manga In Theory & Practice: The Craft of Creating (Sachbuch), Viz Verlag 2017, ISBN 978-1-4215-9407-1
- JoJoLands, seit 2023